# 唐泉山

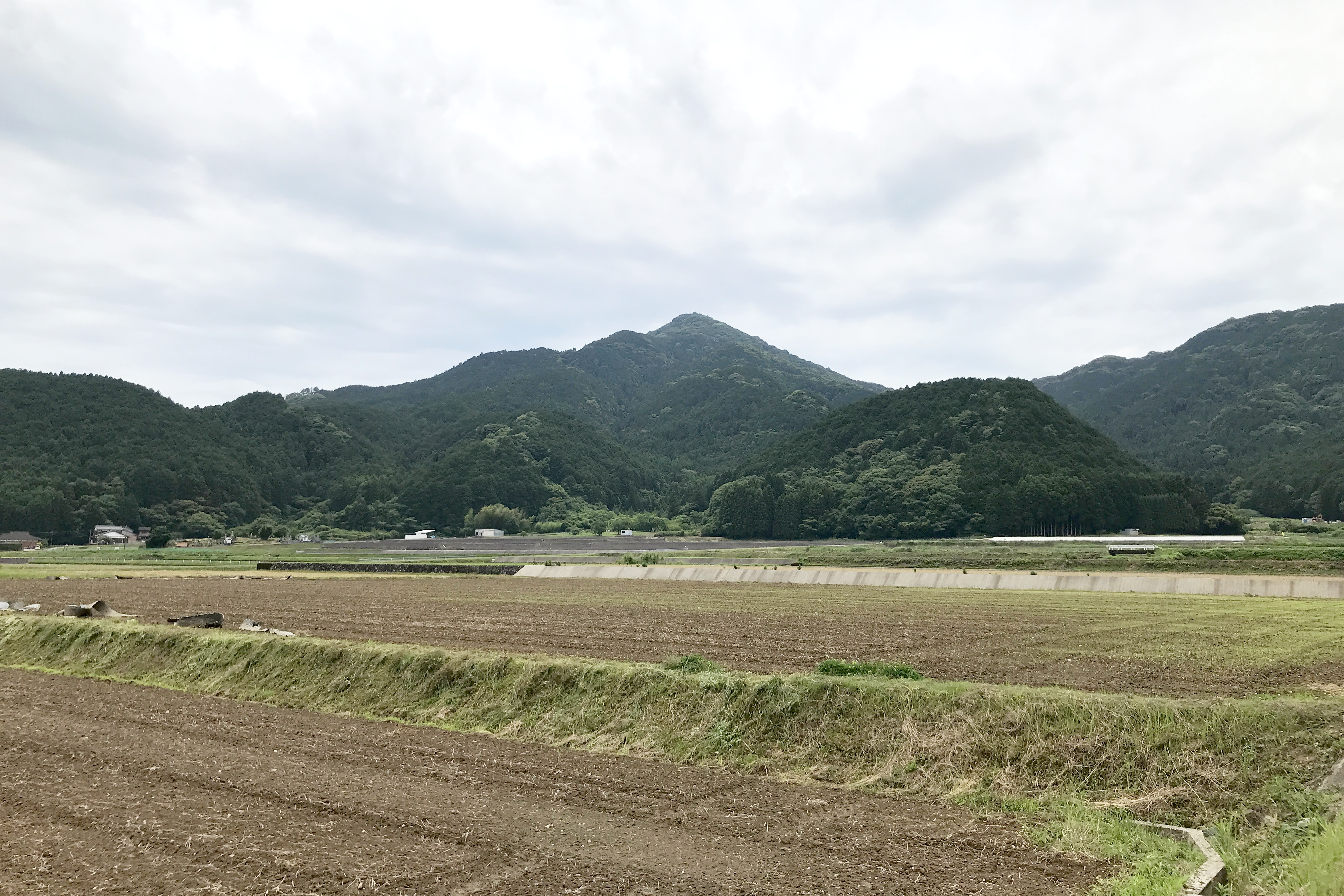
嬉野市塩田町五町田字南から望む唐泉山

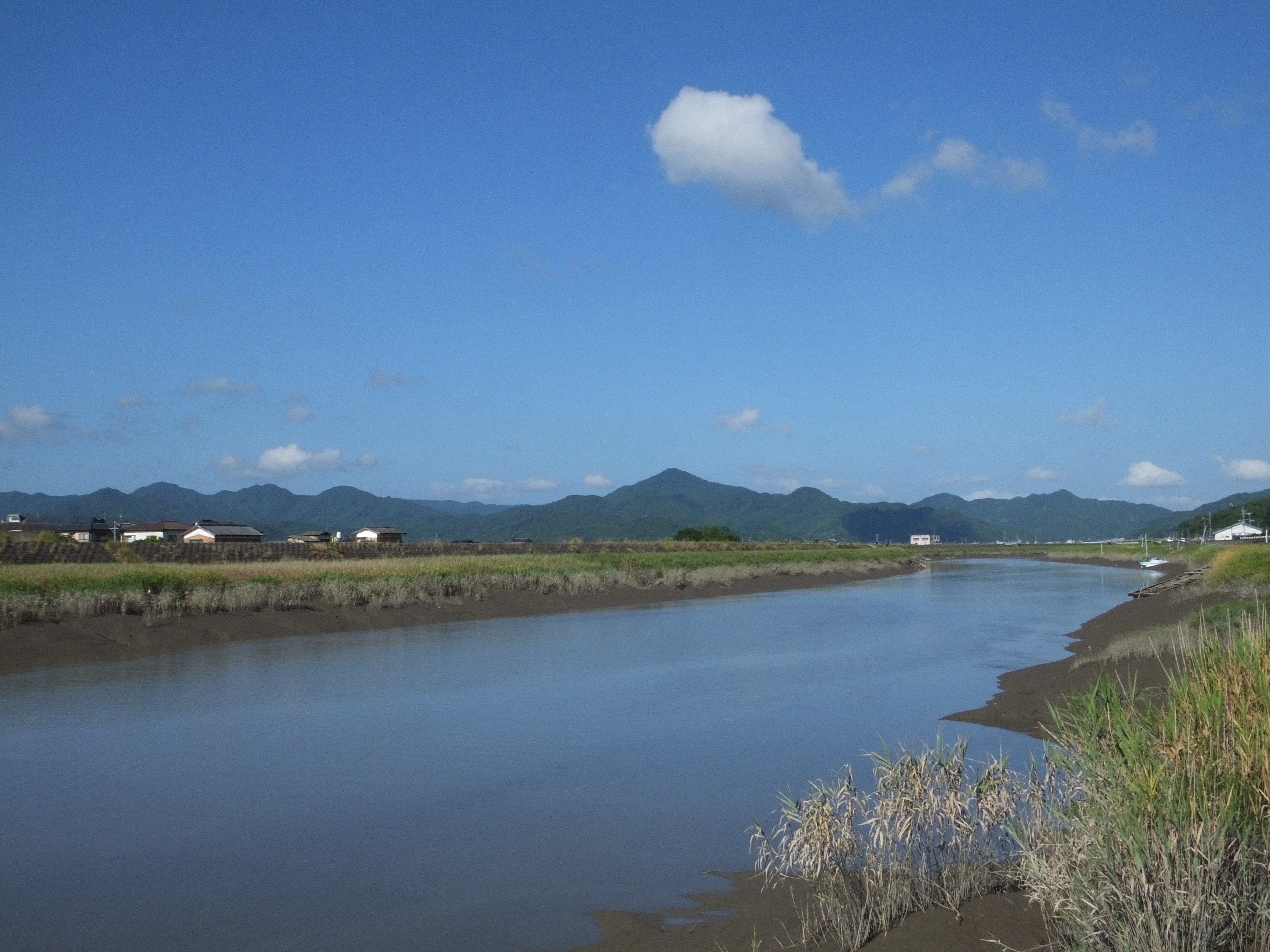
塩田川最下流の百貫橋付近から。中央の円錐の山頂を持つ峰が唐泉山。

唐泉山（とうせんざん）は佐賀県嬉野市にある標高409.7メートル(m)の山。

## 概要・地質
嬉野市域の中部にあって、かつては塩田町と嬉野町の境界をなしていた。山の裾は南の多良岳火山の裾野へつながり、その鞍部には鳥越峠がある。八天神社が鎮座する神域・霊場の山。
山頂部は古くから禁伐により保護されてきた椎の天然林で、佐賀県の天然記念物に指定されている。
多良岳の北から北西の麓には鮮新世の先多良岳安山岩類が分布するが、唐泉山も同様の変質安山岩からなる。なお、同じ変質安山岩が分布する近隣の山では石材として加工に適した「塩田石」を産出していた。また山域では水晶、方解石、菱沸石、剥沸石を産することが報告されている。
古いものでは慶長9年（1604年）の八天神社文書に「唐泉山」の記載がある。円錐形の山容は「肥前小富士」「藤津富士」とも呼ばれる。有明海を航行する船の目印にもされたという。

## 八天神社・山岳信仰

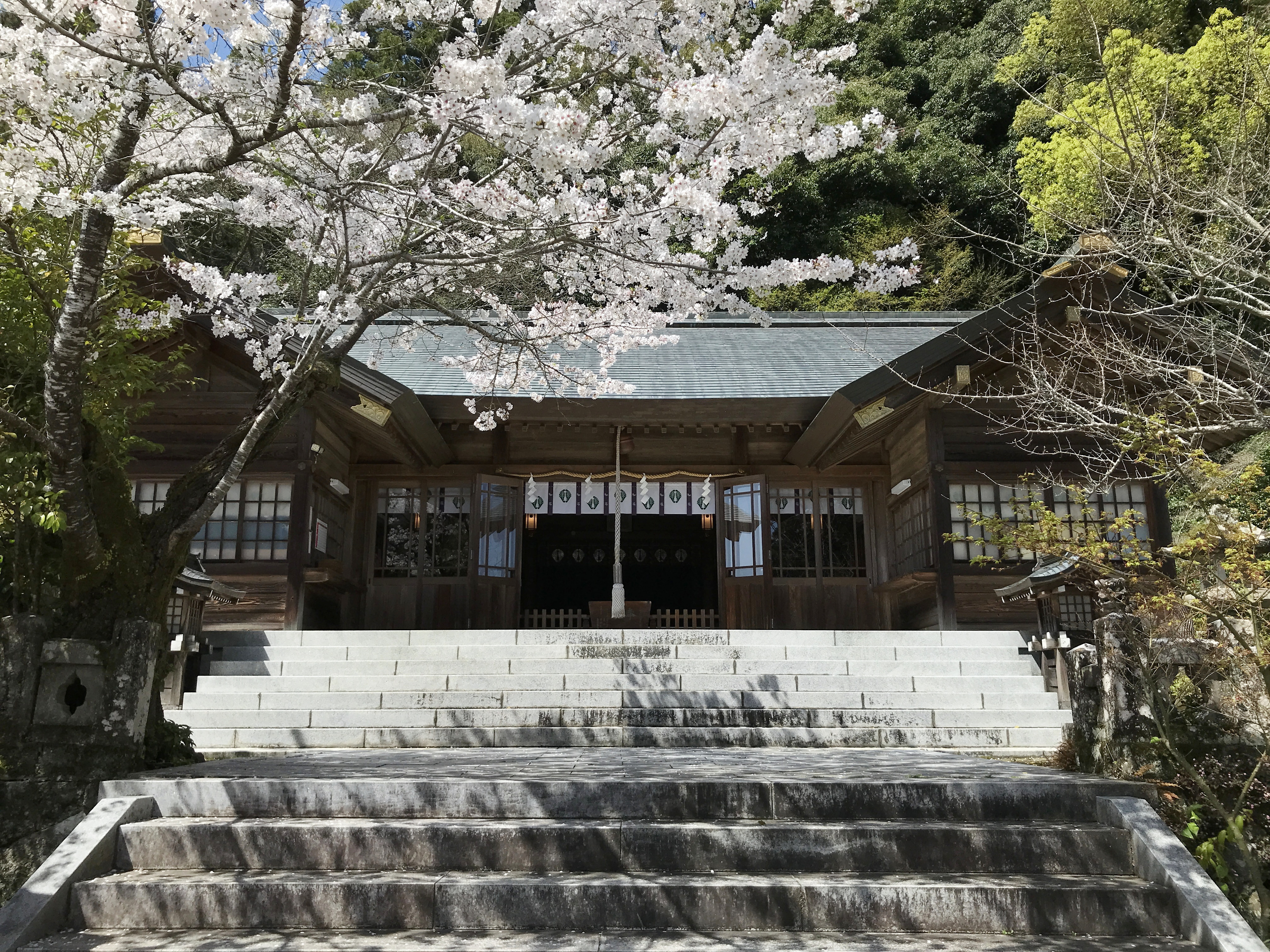
八天神社下宮

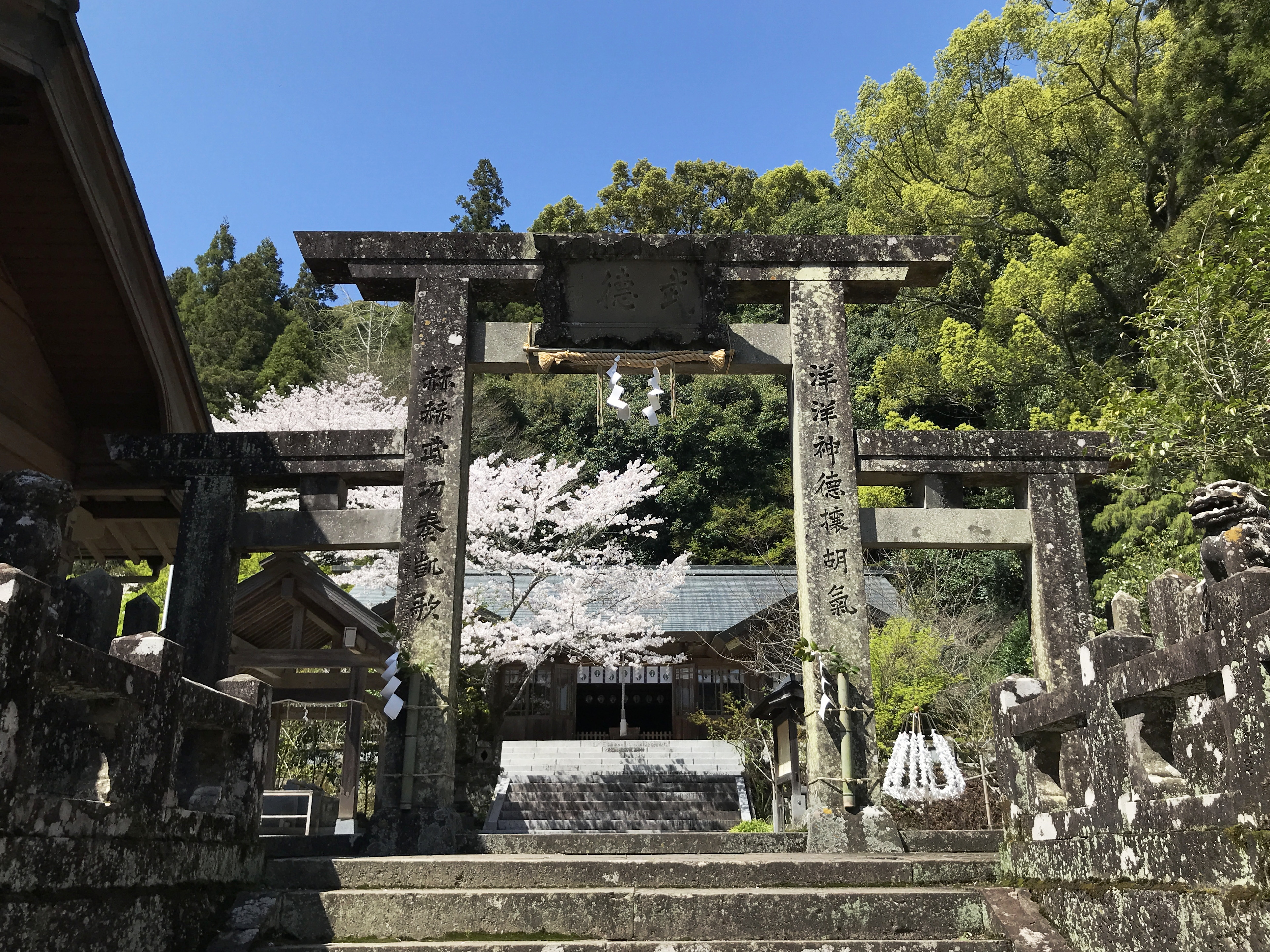
八天神社下宮の三ツ鳥居

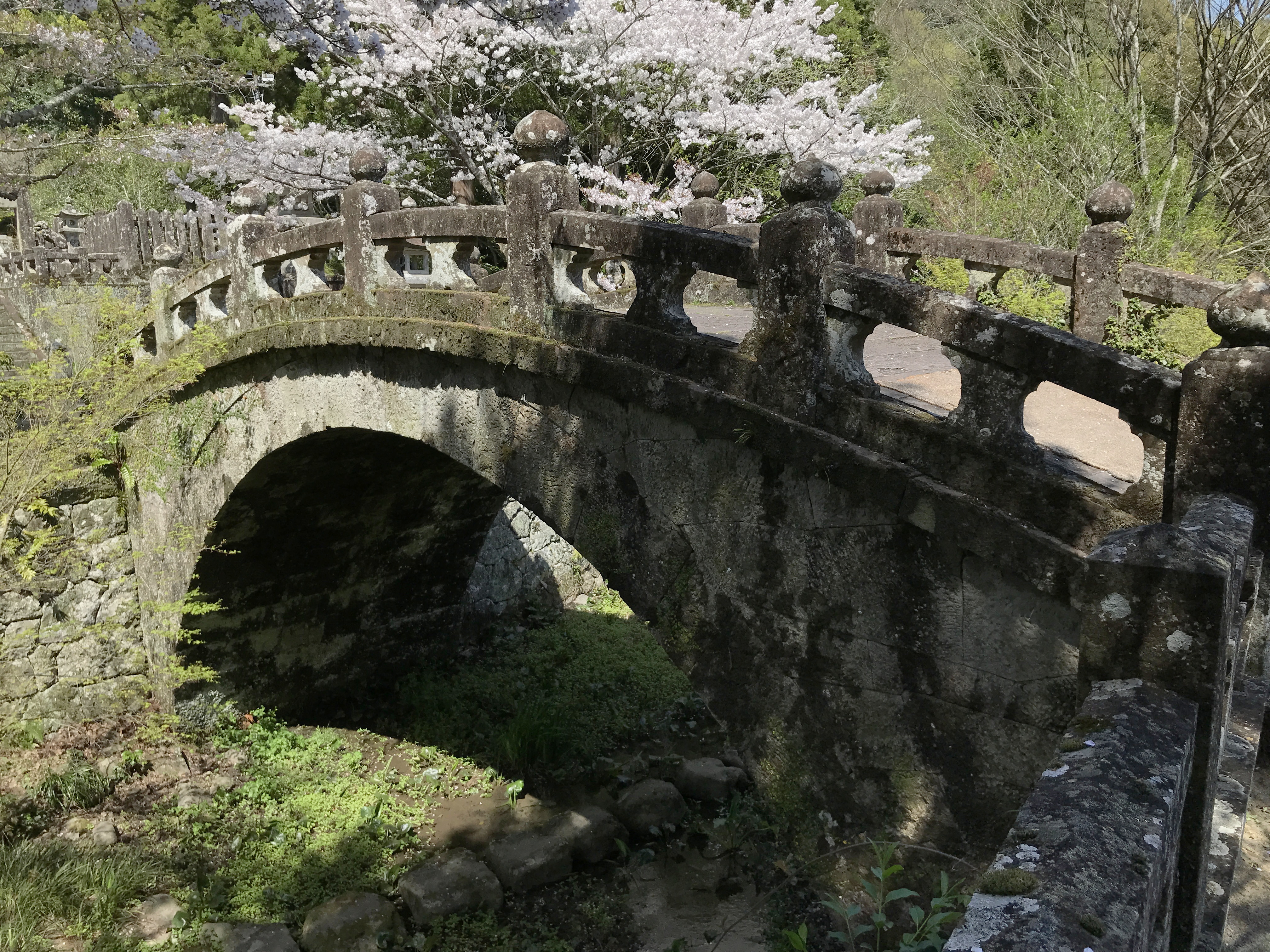
八天神社下宮参道の石造アーチ橋（眼鏡橋）

八天神社（はってんじんじゃ）は唐泉山に上宮・中宮・下宮を構える神社。祭神は迦具土神と大山祇神。上宮は山頂にあって磐座を祀り、唐泉山を神体とする。中宮は山の入り口の鳥越集落に、また下宮は山頂から見て南東約2キロメートル、中宮よりさらに下った麓の谷所集落にある。かつては「当船権現」「八天狗社」と呼ばれていた。神仏分離により1873年（明治6年）に「唐泉神社」と改められ、村社となる。1893年（明治26年）には旧来の社号復活が認められる形で「八天神社」に改められた。

### 創始・修験道
「八天神社文書」と総称される38点の古文書が伝わっている。当初は山頂に神社、山麓に大高寺（大高能寺）という寺院が建立されたという。『八天神社略記』などによれば、山城国から下向した修験行者で神社中興の祖とされる田村良真が神社を麓に遷座するとともに、大高寺を廃して宮司坊である本光坊を創建した。
なお、神社由緒などによると白雉4年（653年）慧灌により創建されたと称する。
山域は八天狗信仰と関連のある修験道の場であった。黒髪山や多良岳に近接した修験の一拠点だったと考えられ、また本光坊は彦山流（東密）の系統をもち小城郡の牛尾山別当坊の末坊だった時期があるという。山域はかつて女人禁制となっていた。
本光坊のほか本勝坊・円林坊・行学坊・朝日坊の5つの坊が設けられて八天五坊と称した。本光坊は坊中の社務を行っていて、現在の八天神社下宮の場所にあった。本勝坊は鳥坂集落の現・味島神社にあり、天正4年（1576年）法音寺跡に開かれた。円林坊は石垣集落にあり、天正年間に竜泉寺跡に開かれた。行学坊は鳥坂集落にあり、本源寺跡に開かれた。朝日坊は五町田集落にあり、天正年間に他地域から移転し開かれた。他にも周辺地域に円行坊、快行院などの末坊があって、八天五坊は一時興隆した。
しかし下って明治初期には、神仏分離により八天五坊は廃絶となり、寺領も没収された。

### 近世以降・八天講
戦国時代に、近隣に有馬氏が拠点とした鳥付城があって八天狗社は戦火を被った。元和年間に再建されると鍋島氏の庇護を受け、また火伏せの神としての信仰を集め、家内に八天狗社のお札を祀る「八天講」が肥前各地に広がった。鹿島藩初代藩主鍋島忠茂は崇敬厚く、元和元年（1615年）に下宮に紅梅を献植、元和4年（1618年）に上宮の社殿・坊舎を再建、元和9年（1623年）に中宮に鳥居を寄進している。
八天講は、金銭を出し合って代表者が遠方の寺社に代参し授受した神札を持ち帰って配る代参講のひとつ。肥前国では一円に広がり各集落から代参者があった。忠茂以降代々の鹿島藩主は、毎秋の「火番」（住民が交代で行った夜間の火の番）開始の折には祈願を行い、藩士や村々の代表に神符を配った。1877年（明治10年）に奉納された鹿島の町火消を描く絵馬は、信仰と当時の町の様子を伝えている。塩田では宝暦年間の大火の後八天狗社へ輪番で日参が行われ、後に日参に代えて軒先に幟を立てるようになった。
また、藩主の崇敬の影響で佐賀藩、蓮池藩、鹿島藩がそれぞれ江戸屋敷に八天狗社の分霊を祀り、その火伏せの噂が江戸市中にも伝わった。そのため、寛政9年（1797年）松平定信が鍋島家に八天狗社の火伏せの神符を求めたのをはじめ、堀親寚、真田幸貫ら大名・旗本のほか、市民の間にも神符を求める者があった。一時は江戸でも八天講が組まれて代参があるなどして八天狗社は賑わい、文政11年（1828年）には門前での商売が許可された記録も残る。
八天神社下宮は近世にやや東に移転していて、現在地より50メートルほど西の鳥居が残る山口権現の場所にあった。移転は文政7年（1824年）とされ、費用には肥前各地からの寄進が充てられ、鐘には肥前および江戸、京、大坂、堺、長崎の商人からも寄進があった。
1902年（明治35年）には佐賀県・長崎県の信者からの寄付で高さ約6.5mの青銅製鳥居が建立されたが、太平洋戦争中に供出で失われている。

### 石造物
中宮境内には元和2年（1616年）鹿島藩初代藩主鍋島忠茂が寄進した鳥居がある。3本継だがほぼ明神鳥居形式で、肥前鳥居から変化した初期の明神鳥居と考えられている。また、下宮境内には「武徳」の額を掲げる三ツ鳥居がある。
下宮境内の石橋は、全長11.1 m、幅3.7 m、高さ4.7 mの一連の眼鏡橋（石造アーチ橋）で、嘉永5年（1852年）着工・嘉永7年完成の記録が残る。ほぼ原形を保つ江戸期の眼鏡橋としては佐賀県内で唯一残るもので、「石造眼鏡橋」として佐賀県指定の重要文化財となっている。
下宮から上宮に至る古い道には33の丁石が立てられていたが、寛永二十年（1643年）の銘をもつ上宮境内の2本のみ現存する。下宮の西に所在する山口権現には江戸末期に88体の石仏が建立され明治時代に散逸したが、1体の文殊菩薩騎獅像のみが八天神社に残されている。

## 椎の天然林
山頂部の約10ヘクタール(ha)にわたって椎の天然林が分布する。多くがスダジイで、ツブラジイも混生する。根回り3 m前後・樹高16 m前後の株が10 - 15 m間隔で密に繁茂していて、根回り6 mに達する株もある。この森は1964年（昭和39年）5月23日に「唐泉山の椎の天然林」として佐賀県の天然記念物に指定されている。同じく山頂部の9.87 haの区域は国有林で、スダジイの保存を目的として1988年（昭和63年）3月31日林野庁の保護林に設定されている（保護林区分は希少個体群保護林）。
天然林が残された背景には、神域・霊場のため当山は禁猟・禁伐の地となっていたことが挙げられる。一方で、戦火の影響を受けた元和5年（1619年）に全山が火災に遭ったほか、文政11年（1828年）8月の子年の大風の際は北側の一部を残してほぼ全体が倒れてしまったとの記録が残る。
一方保護林の北側、旧塩田町側の中腹の杉や檜の人工林、常緑広葉樹が広がる地帯は佐賀県の生活環境保全林（面積26.6 ha）に選定され、林道やハイキングコース（歩道）、広場が整備されている。
このほか山域には土砂流出防備保安林、佐賀県の鳥獣保護区が指定・設定されている。